# マシーネンクリーガーの登場兵器
マシーネンクリーガーの登場兵器（マシーネンクリーガーのとうじょうへいき）は、ホビージャパン及びモデルグラフィックスで連載されているマシーネンクリーガーに登場する兵器を掲載する。

## 各機体概説

### 傭兵軍（MERCENARY TROOPS' ARMS）
A.F.S（Armored Fighting Suit）
発明家フレール・フルマー技師の開発した作業用スーツに装甲と赤外線レーザー砲を装備したもので、ゲリラ戦術によりシュトラール軍に予想以上の損害を与え、戦争の長期化を促す事となった。「硬い殻を被っている」ということから、シュトラール軍から「ピーナッツ/ナッツ」という渾名を付けられている。寒冷地用のポーラーベア、水中用のトライデント、月面用のルナポーン、夜間戦闘用のナイトストーカーなど、数々のバリエーションが存在する。
S.A.F.S（Super Armored Fighting Suit）
対ナッツロッカーを念頭に開発されたA.F.Sの強化改良型。ナッツロッカーのレーザーに耐えるセラミック装甲と一撃で破壊しうるエクサイマーレーザー砲を備え、さらに間接視認システムによる覗き窓のない完全密閉装甲化を実現している。非常時には装甲を前後に爆砕し、乗員を強制排出するというシステムを備えている。その完成度の高さから多くのバリエーションや発展型が開発され、地球独立戦争を代表する傑作兵器となった。
S.A.F.S ラクーン（RACCOON）
S.A.F.Sから武装を廃し、シーカー類や通信機器を強化した偵察・指揮タイプ。
S.A.F.S ラプター（RAPTOR）
陸戦用S.A.F.Sの強化改良型。新型宇宙用S.A.F.Sスネークアイと部品の4割を共用することで性能向上を図ったが、設計が祟って配備初期は稼働率が悪く「ヌーサンス（厄介者）」の蔑称で呼ばれた。しかし信頼性向上と共に、地上最強の装甲戦闘スーツの評をほしいままにしていった。
S.A.F.S ラプーン（RAPOON）
ラプターの偵察型。ラクーンと違い、レーザーアームをそのまま装備した機体もある。
H.A.F.S ジェリー（Heavy Armored Fighting Suit JERRY）
A.F.Sの後継機として開発された2脚型H.A.F.S。S.A.F.Sとの後継争いには敗れたものの、生産が容易である事から主に偵察部隊に配備された。後に強化型「スーパージェリー」やS.A.F.S型コクピットを備えた「ゴブリン」が開発された。
H.A.F.S グラジエーター（Heavy Armored Fighting Suit GLADIATOR）
ボムフェル＆チオネル社がS.A.F.Sの技術吸収を目的に傭兵軍と共同開発した4脚型H.A.F.S。間接視認システムと同社の自動制御技術の組み合わせにより、パイロットの思考や敵の攻撃に応答して自動動作する。
ドールハウス（DOLLHOUSE Panzer Werfer Y-615）
ロケットランチャーを備える火力支援用小型戦車。形式名称はベースとなったシュトラール軍からの捕獲兵器Y-15軽戦車そのまま。ナッツロッカーに唯一対抗できる兵器として一時重宝されたが、S.A.F.S登場後は火力支援任務に戻っている。
サンドストーカー（SANDSTALKER Sdh.232(M)/Sdh.222(F)）
第二次惑星間紛争末期に大量生産され、初期傭兵軍の機械化部隊主力を担った武装装甲ホバー。主に砂漠地帯での奇襲作戦に従事したため、サンドストーカー（砂漠の密猟者）と呼ばれた。シュトラール軍の新兵器P.K.Aの出現により、後に第一線を退き、後方地域のパトロール任務などに就いた。大型のSdh.232はMale（雄）、小型のSdh.222はFemale（雌）と呼ばれ、区別されている。
シェンケル（SCHENKEL U.D.K.38）
歩行戦車メーカー・ボムフォル＆チオネル社が開発した大型四足歩行戦車。重装備の不足した初期傭兵軍がブラックマーケットなどから合計53台購入した。第一線ではほとんど役に立たなかったため、その広い居住スペースを活かして師団/連隊の移動野戦司令部として用いられた。
フレーダーマウス（FLEDERMAUS J-40）
V/STOL軽戦闘機。元々はシュトラール軍の兵器だったが開戦と同時に寝返った外人部隊により傭兵軍に持ち込まれコピー生産された。傭兵軍航空戦力の中核を担うも如何せん旧式の為、改良型のホルニッセには歯が立たずファルケ登場まで制空権を確保できなかった。
ファルケ（FALKE Pkf.85）
戦争中盤に登場した反重力装甲戦闘機。反重力装置による高い運動性と間接視認システムによる完全装甲を備え、この機体で傭兵軍は制空権の奪回に成功する。バリエーションとして武装強化を施したエクセサイマーレーザーガン装備型や装甲強化を施したPkf.85bis グリフォン が存在する。
スカウトフライヤー（SCOUT FLIER S-F-2U）
無人高速偵察機。
S.A.F.S ファイアボール（FIREBALL）
S.A.F.Sの宇宙タイプ。外観はS.A.F.Sに酷似しているが中身は宇宙専用兵器に特化すべく大幅に改良されている。この機体で傭兵軍は月面や衛星軌道でも地上同様のゲリラ的戦術を展開、シュトラール軍の許にあった制宙権の一部奪取に成功した。後に、スネークアイの生産配備の遅れをカバーすべく暫定改良型「ファイアボールSG」が生産された。
S.A.F.S プラウラー（PROWLER）
ラクーンの宇宙タイプ。「ファイアボール」の偵察型。レーザーアームを装備したイントルーダーや、「ファイアボールSG」ベースのプラウラーなどもあり、様々なバリエーションが存在する。
オリジナル掲載：ホビージャパン1984年11月号(No.183)
S.A.F.S スネークアイ（SNAKE EYE）
ファイアボールの後継として開発された新型宇宙用S.A.F.S。背面装甲の強化や間接視認システムの改良などほぼ全身にわたり改良が施されているが、各機器の歩留まりの悪さや敵の妨害により生産・配備は難航し、一部機器（主に間接視認システム）に旧型を流用した簡易タイプ「スネークボール」や「スーパーボール」も存在する。
S.A.F.S シーピッグ（SEAPIG）
スネークアイの偵察型。レーザーアームをそのまま装備している。
キャメル（CAMEL）
月面用2脚戦車。傭兵軍には珍しく大きなクリアキャノピーを持つ。
宇宙戦闘機インターセプター（INTERCEPTOR）
傭兵軍の新型宇宙戦闘機としてイラストが公開されている。
ルナダイバー（LUNADIVER）
月面攻撃機。重装甲と大出力のプラズマロケットモーターを備え、月面の敵施設への一撃離脱や降下部隊の火力支援に当たる。
バナナボート（BANANABOAT）
宇宙用S.A.F.Sを輸送する小型宇宙船。旧来の化学式ロケットで地上より打ち上げられ、作戦空域で「バナナ」と呼ばれる輸送カプセルを分離、S.A.F.Sを放出する。キャメルやルナダイバーを輸送する特別仕様機も存在する。
アウゲンシュテルン／モルゲンシュテルン（AUGEN STERN/MORGENSTERN）
傭兵軍のスパイ衛星（偵察衛星）。イラスト掲載時はシュトラール軍の小型高機動衛星となっていた。WAVE製ファイアボールのキット箱絵のバックにも描かれている。
B-4500
傭兵軍の蒸気機関車。シュトラール軍の反重力装置実験機FIREFLYを傭兵軍が捕獲した際、これを運搬した。

### シュトラール軍（SHUTORAL DEMOKRATISCHE REPUBLIK）
P.K.A（Panzer Kampf Anzug Ausf.H HEINRICH）
シュトラール軍がA.F.Sに対抗して開発した装甲戦闘スーツ。赤外線レーザーに耐えるセラミック装甲を持つが、ホルニッセのコクピットとして機能するための大きなクリアキャノピーが地上戦ではウィークポイントとなった。固定武装は無く主にノイパンツァーファウストを使用。H0型・H1極初期型・H1型が存在する。
P.K.A グスタフ（Panzer Kampf Anzug Ausf.G GUSTAV）
P.K.Aの単体での地上戦闘力向上を目した改良型（P.K.A G型）。キャノピーの一部を装甲カバーに置き換え、S.A.F.S同様のエクサイマーレーザーを装備している。専用ホルニッセによる空戦も可能だが視界不良による事故が相次いだため、航空士官用にキャノピーを改善したK型（通称：コンラート）が開発された。また工兵用・夜戦用・現地改修型など多くのバリエーションが存在する。
P.K.A メルジーネ（Panzer Kampf Anzug Ausf.M MELUSINE）
P.K.A M型。グスタフにカウツの間接視認システムを導入してP.K.A最大の弱点であるクリアキャノピーを排し、空戦を考慮しない完全な陸戦用として開発された機体。機関とレーザーの強化も行われている。また、両手仕様の工兵タイプ型も存在する。
P.K.A カングルー／カングール（KANGAROO/KÄNGURU）
大型兵器の回収や土木作業用に開発された重P.K.A。クレーテ系の脚廻りと強力なパワーアームを装備している。一部の機体は低出力のエクサイマーレーザーを装備している。
P.K.A シュトルムケーファー（STURM KÄFER）
傭兵軍のグラジエーターに対抗して開発されたと思われる4脚型の重P.K.A。
ホルニッセ (P.K.41 HORNISSE)
P.K.A用空戦ユニット。フレーダーマウスをベースに機関強化とP.K.Aとの合体分離機能を追加した物。この機体によりシュトラール軍はファルケ登場まで制空権を完全に握っていた。
フレーダーマウス（P.K.40 FLEDERMAUS）
V/STOL軽戦闘機。
フンメル（A.P.50 HUMMEL）
搭乗員の被弾率の高さが問題に なっていた「フレーダーマウス」の装甲改良型、本機は無人偵察機タイプである。
ファイアフライ（XK-427 FIREFLY）
人体に有害なパルスを出さない、新型反重力装置の実験機。実戦評価テスト中に傭兵軍によって捕獲される。この機体を徹底的に研究した結果傭兵軍が開発したのが反重力装甲戦闘機「ファルケ」である。
ナッツロッカー（P.K.H.103 NUTROCKER/NUTCRACKER）
対A.F.S用に開発された無人ホバー戦車。実態はホバートラックにA.F.Sのレーザーに耐えるセラミック装甲と大出力の中間赤外線レーザー砲(A.F.Sからコピーしたレーザー砲を大型化した物)を備えつけた急ごしらえの代物だったが、その破壊力で戦場からA.F.Sを一掃する。その名前は「ピーナッツ」と渾名された傭兵軍A.F.Sを簡単に撃破する威力から、兵士の間で「胡桃割り＝ナッツロッカー」と呼ばれる様になったことに由来する。（本当は『胡桃割り＝ナットクラッカー』が正しい英語であるが、作者が間違えたのがそのまま定着してしまった。なおニットーから発売されたプラモデルの箱の表記はNutrockerだが、後にハセガワから発売された新キットではNutcracker（ただし日本での商品名はナッツロッカーのまま）になっている。）
オリジナル掲載：ホビージャパン1982年9月号（No.157）
スフィンクス（Feld Raketen Werfer 85(Sf) SPHINX）
ツインテールホバーと16発装備の19cm大口径ロケットチューブが特徴の野戦自走ロケット砲。
クレーテ（T.W.-47 KRÖTE）
ボムフェル＆チオネル社が開発した2脚歩行自動戦闘機械。強行偵察用にシュトラール軍が調達した。ノイスポッターの配備により一時前線から退くが、後に高度な戦闘AIと夜戦能力を付与した改良型「キュスター」や対装甲車両戦闘用に旧式ではあるがPAK43/2 75mm砲を搭載した「パックレーテ」が登場した。
オリジナル掲載：ホビージャパン   1983年 07月号(No.155)
ノイスポッター（NS465 NEUSPOTTER）
非武装の無人偵察機。反重力装置により無類の静寂・隠密性を持つものの運用には専用の整備部隊を必要し、コストが高いなどの問題もある。バリエーションとして武装型の「クラッフェンフォーゲル」や反重力装置の代わりにホバー走行装置を装備した廉価型「オスカル」などが存在する。
オリジナル掲載：ホビージャパン1983年02月号(No.162)
Fボート（F-BOOT）
無人の水陸両用の小型強襲艇（ホバークラフト）。
グローサーフント(P.H.J. 101 Groβer Hund)
装甲戦闘スーツの無人化を目指して作られたヒューマノイド(人間)型無人遊撃機。強靭な骨格・装甲や武器を備え俊敏な動きによって傭兵軍の装甲スーツを圧倒する力を持つが、AI損傷によって度々暴走を起こし友軍を恐怖に陥れたり行方不明になったりする事もある。頭の形状で初期型と後期型に分類される。また、宇宙用のアルタイルが存在する。
ケーニッヒスクレーテ（PZ/M7567 KÖNIGS KRÖTE）
人間を凌駕する戦略判断能力を持つゼウス級AIを備えた巨大戦闘機械。同機の率いる完全無人軍団は傭兵軍に対し圧倒的な効果を発揮したが、陸戦機「トマス」暴走事件と月面機「マティア」失踪事件が発生、全機が凍結された。
月面P.K.A（Panzer Kampf Anzug Waprüf (M)）
H型（ハインリッヒ）の月面用の宇宙仕様P.K.A。
P.K.A フリーゲ／カウツ（Panzer Kampf Anzug Waprüf (F) FLIEGE/Waprüf (K) KAUZ）
宇宙用S.A.F.Sへの対抗手段として開発された宇宙用P.K.A。フリーゲは依然として有視界戦闘用のクリアキャノピーを残していたが、後に大型の間接視認システムを備えた指揮官用機カウツが開発される。
シュテルネール（STERNAIL）
大型宇宙戦闘機。強力な推進機関と赤外線レーザー砲を備え無敵を誇っていたが、宇宙用S.A.F.Sの敏捷性の前に敗北する。
フェルクル（FERKEL）
有人の宇宙邀撃用戦闘ポッド。
宇宙ホルニッセ
月面P.K.A用宇宙空間移動ユニット。人体に有害なパルスを出す反重力装置を機体両翼に搭載する。
ガンス（GANS）
月面でのノイスポッターにあたる月面用無人偵察機。基本的にクレーテの脚廻りにノイスポッターの偵察機器を組み合わせ、更にジャンプ移動用のロケットノズルを装備している。後にパンツァーシュレック6門を装備した陸戦用武装型も開発された。
フクス（FUCHS）
月面でのクレーテにあたる月面用無人強行偵察機。

### プルート（PLUTO）
ケルベロス（CERBERUS/KERBEROS）
プルート配下の自動戦闘機械。捕獲・破壊した敵戦闘機械を吸収して自己改良を続けている。

## 武装と装備
赤外線レーザー
A.F.Sの主力装備。装甲板を溶融破壊する。従来の破壊用レーザーは大型の電源や励起装置が必要であったが、A.F.Sの物は化学反応方式により小型ながら十分な出力のレーザー発振が可能である。ナッツロッカーの物も大型高出力ではあるが基本構造は同じである。埃や湿気、雨等に弱く、大気による減衰も大きいのが難点である。
エクサイマーレーザー
赤外線レーザーの通用しない耐熱性セラミック装甲に対して傭兵軍にて開発された。波長0.2µmの紫外線で大気貫通力に優れ、装甲板を衝撃で粉砕する。やはり埃や湿気、雨には弱い。対ナッツロッカー用にS.A.F.Sに装備されたのに始まり、その後両軍の主力装備となった。
根性棒
傭兵軍の使用する長さ1m程の爆薬筒の通称。本来は工兵が塹壕敷設等に使用する物だが、傭兵軍は非武装のS.A.F.Sにてこの爆薬筒を用いた敵陣地への強襲攻撃を度々行い、多くの戦果を上げている。
ノイパンツァーファウスト
P.K.Aが使用する対装甲大型擲弾。基本的に第二次大戦の同名兵器を拡大したような無反動砲であり、「ノイ」（Neu）は新型を意味する。レーザーの効力の低い湿地帯などで使用される事が多く、また工兵部隊用の非レーザー武装の機体が戦闘で使用する事もある。
パンツァーシュレック
対装甲ロケットランチャー。主にシュトラール軍の無人兵器に装備されている。形状は第二次大戦のそれに酷似している。
レールガン
弾頭を電磁加速して高速で打ち出す。エクサイマーレーザー並みの装甲貫通力を持ち、気象の影響を受けにくい利点のある反面、電力消費が激しいために搭載はH.A.F.Sなどパワーサプライに余裕のある大型兵器に限られている。
セラミック装甲板
A.F.Sの赤外線レーザーに対抗して、P.K.Aおよびナッツロッカーは耐熱性に優れた強化セラミックとタングステンの積層装甲板を装備していた。後にS.A.F.Sなどもこれをコピー生産したものを装備している。
間接視認システム
外部カメラの映像を各種情報と共にパイロットの視神経に直接投影する物で、S.A.F.Sやファルケは同システムの搭載により完全装甲化を実現し、有視界キャノピーを残したP.K.Aやホルニッセに対して大きなアドバンテージとなった。同システムはこの時代でも画期的な物で、シュトラール軍は多数のS.A.F.Sを捕獲分析したにもかかわらずこの間接視認システムのみはコピーできず、カウツ/メルジーネにはやむなく宇宙戦闘ポッドで使われていたモニタ表示式の大型のシステムを搭載せざるを得なかった。またボムフェル＆チオネル社はグラジエーターの開発において、これに自社の自動制御技術を組み合わせてパイロットの思考や敵の攻撃に自動反応して動作するシステムを搭載している。
仮死薬
傭兵軍の装甲戦闘スーツにはパイロットを仮死状態にするための仮死薬および覚醒薬が装備されている。これは敵の生命反応探知から隠れる為の物で、ゲリラ戦には有効な物であった。この装備は後の宇宙戦闘において、遭難時にパイロットを仮死状態にさせて生命維持を長引かせるのにも役立っている。また傭兵軍では敵の捕虜となる事を利敵行為として禁止していたのと、宇宙戦で機体が制御不能になり回収の望みの無い空域に飛ばされた時の為に、自殺薬も搭載されている。
反重力装置
シュトラール軍の無人偵察機「ノイスポッター」に搭載された。静寂性が高く隠密偵察にはもってこいだったが、動作時に人体に有害なパルスを発するのと整備の特殊性から運用には専門の整備部隊を必要とした。その後有害なパルスを遮断した反重力装置も開発されたが、飛行実験機「ファイアフライ」もろともアクシデントで傭兵軍に捕獲されてしまい、装甲戦闘機ファルケを生み出す事になる。
AI（人工知能）
シュトラール軍は地球派兵での多くの人的損失による本国での非難を回避するために無人兵器の導入を進めていたが、その鍵となったのがより高機能のAIの開発であった。その進化は単純な命令遂行能力から戦術的判断能力の付与、更には戦略的判断にまで及び、遂に機械でありながら少将の階級を与えられた「ケーニッヒスクレーテ」率いる完全無人軍団に至る。しかしこの過剰な進化が、人類と相容れない新種の戦闘生命体を誕生させる事になるのである。